# Rogan josh

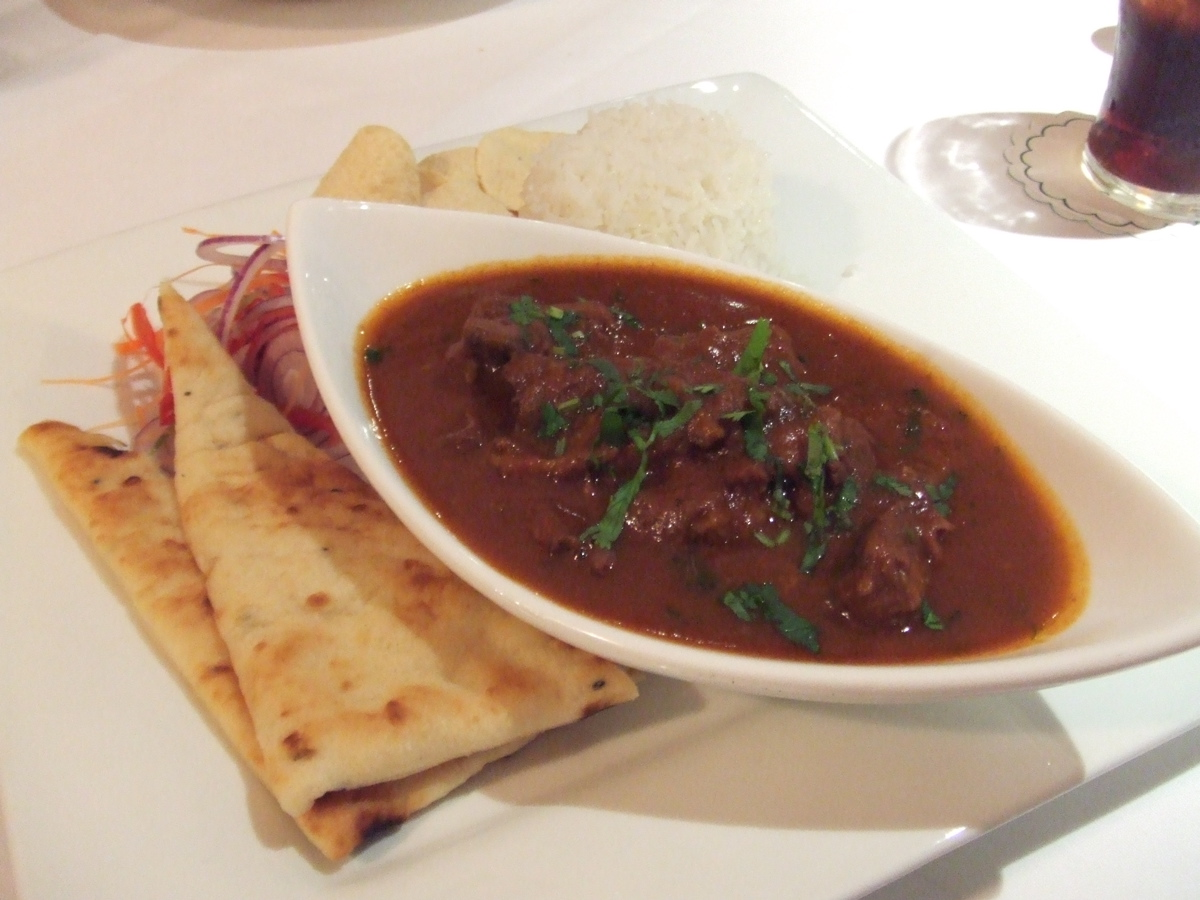
Rogan josh servido en una salsera.

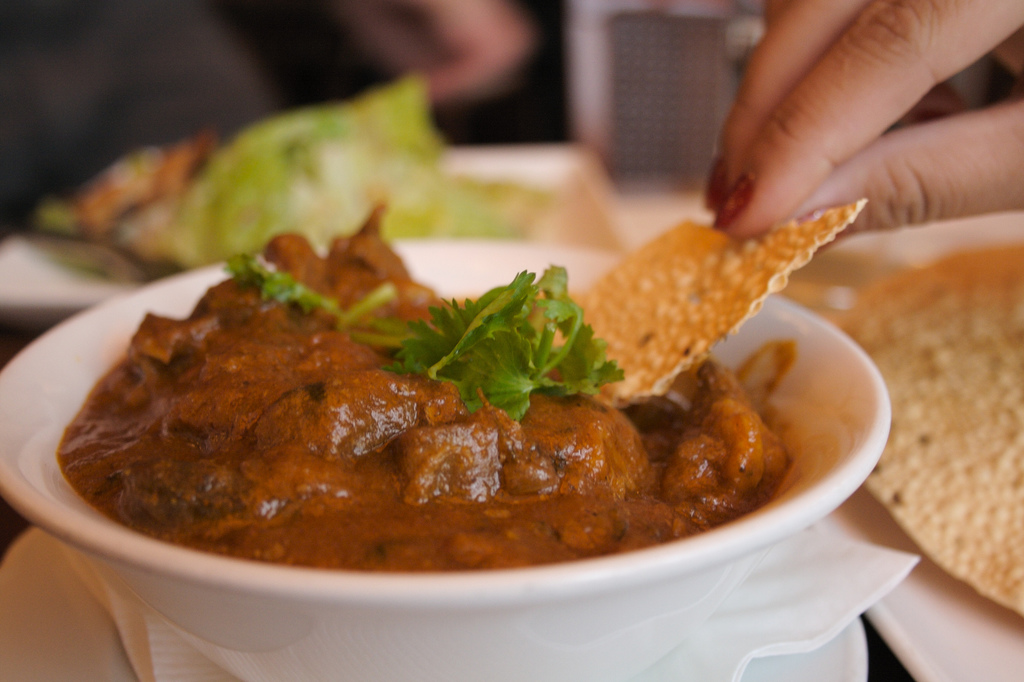
Detalle del curry.

El rogan josh es un curry aromático elaborado en la India. La palabra rogán significa mantequilla clarificada (ghee) en persa, mientras que josh (pronunciado yush) significa "caliente" o "apasionado", por lo que rogan josh significa carne cocinada en mantequilla clarificada a fuego vivo o intenso. 

## Historia
Se sabe por las investigaciones realizadas que el "rogan josh" fue traído a la India por los avances del Imperio mongol en el siglo XIII. El implacable calor de las llanuras de la India hizo que los mongoles ocuparan Cachemira con frecuencia, y por eso la adopción del rogan josh ocurrió inicialmente por esa zona. Una buena prueba de ello es la típica ausencia de cebolla y ajo en las versiones de este curry de la región de Cachemira, así como en los brahmanes, los que no dudan en comer carne, que sin embargo se mostraron reacios a utilizar estas dos especias en la cocina.

## Características
Los ingredientes y las composiciones de las recetas varían mucho a lo largo de la India, y depende de la localización y de la tradición del cocinero. Aun así, todas las recetas incluyen cordero picado, cebollas, aceite o ghee (mantequilla clarificada) y una mezcla de especias que puede incluir pimentón por su color rojo, anís, clavos, comino, canela y otras. Muchas variaciones tienen jengibre, ajo y yogur, así como algunos tomates.